# Abus sexuels dans l'Église protestante en Allemagne
Les abus sexuels dans l'Église protestante en Allemagne désignent des agressions sexuelles de mineurs et majeurs, commises au sein de l'Église protestante en Allemagne par certains de ses membres.
En 2024, un rapport dénombre au sein de l'Église protestante d'Allemagne, 2 225 cas de violences sexuelles, entre 1946 et 2020, avec 1 259 auteurs de ces agressions sexuelles.

## Historique
En 2010, Maria Jepsen, pasteure et évêque luthérienne, démissionne  après avoir été accusée de n'avoir pas réagi dans une affaire d'abus sexuels commis par un pasteur de son diocèse, à l'encontre de jeunes garçons et de jeunes filles. Elle  demande que les affaires d'agressions sexuelles soient traitées rapidement et que la vérité soit faite.
En 2018, l'EKD met en place un conseil des représentants pour la protection contre les violences sexuelles, pour promouvoir des mesures visant à lutter contre la violence sexuelle et les formes d'abus au sein de l'Église protestante, tant à l'intérieur qu'à l'extérieur de l'Église. Kirsten Fehrs (en) est la porte-parole de ce groupe entre 2018 et 2020. 
Annette Kurschus devient présidente du conseil de l'Église protestante en Allemagne (EKD) en 2021. Elle fixe trois objectifs à l'EKD : enrayer le départ de membres, restaurer des finances saines et lutter contre les abus sexuels. Soupçonnée d'être restée silencieuse après avoir été informée d'agressions sexuelles commises par un pasteur à Siegen dans les années 1990, elle démissionne de son poste de présidente du conseil en novembre 2023.
En janvier 2024, l'institut central pour la santé mentale de Mannheimun publie un rapport dénombrant 2 225 cas de violences sexuelles, entre 1946 et 2020, au sein de l'Église protestante d'Allemagne avec 1 259 auteurs de ces agressions sexuelles,. Pour Martin Wazlawik, coordinateur du rapport, ces données sont la « pointe de l’iceberg » car les chercheurs n’ont eu accès qu'aux cas concernant les procédures disciplinaires déjà effectuées. La présidente de l’EKD, Kirsten Fehrs (en), se déclare « ébranlée » par ces chiffres.